# Bieten (Kartenspiel)

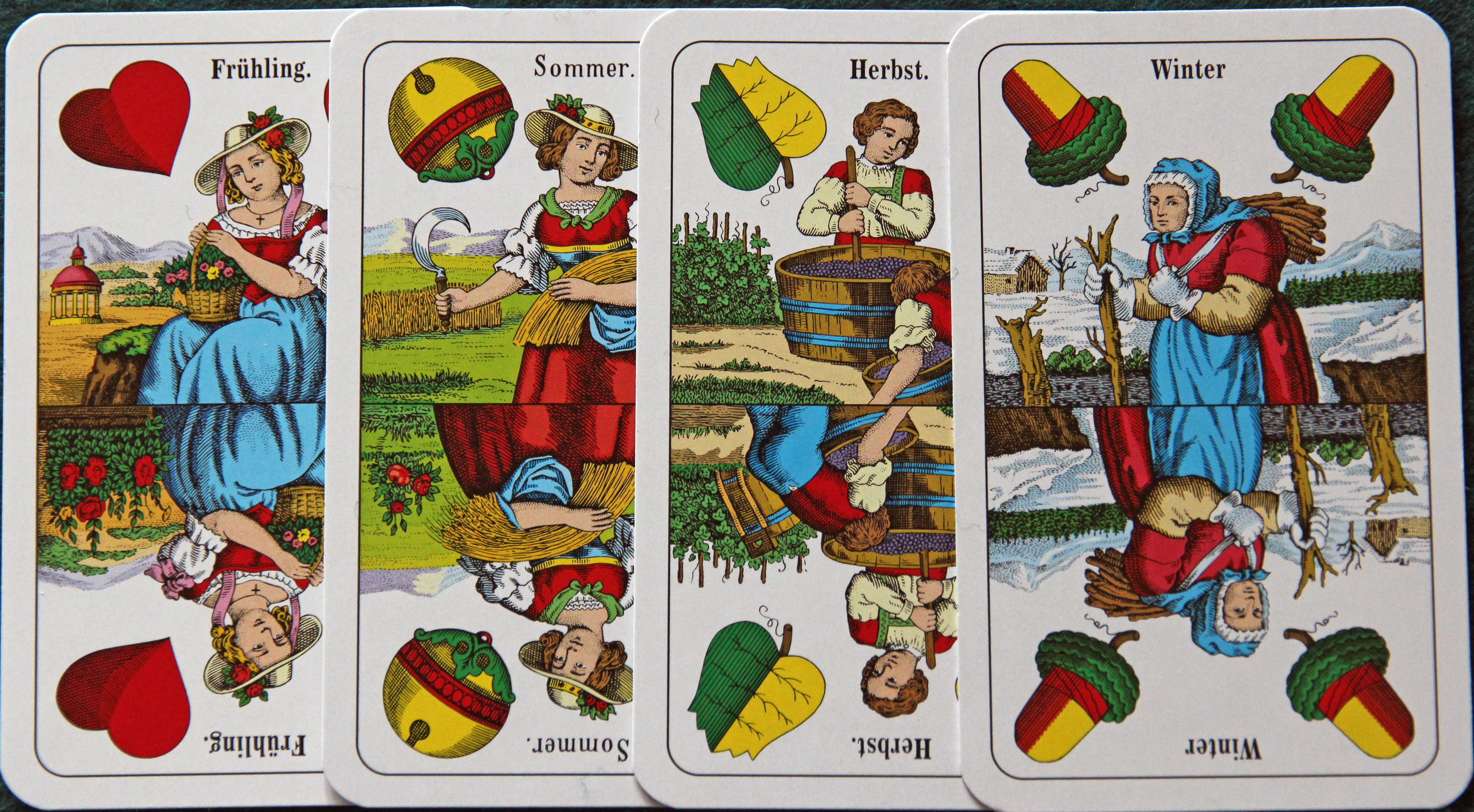
Vier Asse – das höchstmögliche Gleich

Das Bieten oder Laubbieten ist ein im Tiroler und im Bayerischen Voralpenraum verbreitetes Kartenspiel. Es galt früher als das Spiel der Flößer und der Säumer. Die Besonderheit am Bieten ist sein Wettspiel-Charakter. Der Spieler hat die Möglichkeit, falls er auch nur im Besitz einer schlechten Figur ist, durch geschicktes Bieten (bluffen) seine Gegner zum Aussteigen zu bewegen.

## Spielmaterial
Es wird mit dem deutschen Blatt gespielt und kann als Vorstufe zum Perlaggen gesehen werden. Üblicherweise spielen es zwei bis fünf Personen. Aus dem 36 Blatt umfassenden Kartendeck werden Eichel-6er, Laub-6er und Herz-6er aussortiert. Lediglich der Schellen-6er (Weli) wird im Spiel belassen.

## Regeln
Der Geber mischt die Karten und gibt sie dem Spieler zu seiner Rechten zum Abheben. Dann teilt er jedem Spieler je nach Spielvariante drei oder vier Karten (pro Runde zwei) aus. Der Spieler links vom Geber beginnt mit dem Auswerfen einer Karte, die restlichen Spieler folgen. Dabei sticht immer die höhere Karte mit derselben Farbe der zuerst ausgespielten Karte. Derjenige, der gestochen hat, wirft aus usw., bis alle Runden vorbei sind und das Ende eines einzelnen Spiels erreicht ist. Die Karten der Stiche bleiben offen auf dem Tisch vor dem jeweiligen Spieler liegen.
Im Laufe der Spielrunden hat jeder Spieler das Recht, wenn er an der Reihe ist (ob am Zug oder nicht), eine Figur zu bieten. Voraussetzung ist, dass er diese Figur auch besitzt (Ausnahme „Spiel“ – siehe unten) und das die Figur in diesem Spiel noch nicht geboten wurde. Dabei gibt es folgende fünf Figuren:
- Laub – das höchste Grün
- Rot – das höchste Herz
- Gleich – zwei oder mehrere Karten gleichen Ranges
- Hanger/Hengst – zwei oder mehrere Karten mit aufeinanderfolgendem Rang
- Spiel – der Stich in der letzten, dritten bzw. vierten Runde

Das Bieten geschieht zum Beispiel mit den Worten I biet mein Herz. Die restlichen Spieler haben nun folgende Möglichkeiten:
| Möglichkeit                        | Auswirkung |
| ---------------------------------- | --- |
| Das Gebot gut lassen Is guad       | wenn man die Figur nicht besitzt oder man glaubt, dass seine Figur zu niedrig ist |
| Das Gebot halten I schau Dein Herz | wenn man die Figur besitzt und glaubt, dass seine Figur höher ist |
| Drei Bieten 3 auf Dei Herz         | wenn man die Figur besitzt und glaubt, dass seine Figur höher ist, oder um zu bluffen; darauf muss der Erstbietende oder auch jeder andere Spieler wiederum antworten, ob er dieses Gebot gut lässt oder hält |

Ziel von Laubbieten ist, eine vorher vereinbarte Gesamtpunkteanzahl zu erreichen und nicht zu überschreiten.
Eine Besonderheit stellt das „Spiel“ dar. Jeder Spieler kann zu jederzeit „ein Spiel“ bieten, weil man ja am Anfang nicht weiß, wer die letzte Runde sticht. Wurde in der letzten Runde jedoch die erste Karte ausgelegt, können nur noch die Spieler bieten, welche die gleiche Farbe haben.

## Wertung
Am Ende eines Spiels zählt jeder Spieler für sich seine eigenen Punkte nach folgenden Regeln:
- Wurde ein Gebot von den Mitspielern gutgelassen, erhält der Bietende einen Punkt, egal ob er tatsächlich die höchste Figur hat oder nicht.
- Wurde ein Gebot gehalten, erhält der Spieler mit der höchsten Figur zwei Punkte, unabhängig davon, ob er oder ein anderer Mitspieler das Gebot gehalten hat.
- Wurde „Drei“ Geboten gibt es drei Punkte für die höchste Figur.
- Wurde eine Figur im Laufe der Runde nicht geboten, bekommt der Spieler, der die höchste Figur hat, automatisch einen Punkt dafür.
- (In einer Spielvariante bekommt der Spieler, der den Weli besitzt, automatisch einen Punkt.)

Treten zwei gleich große Figuren (z. B. zweimal zwei Zehner als Gleich) auf, und die Figur wurde gehalten, gewinnt die Figur mit dem Laub, vor der Figur mit dem Herz, die mit dem Herz vor den anderen Farben. Eine andere Variante ist, das kein Spieler einen Punkt erhält.
Es gewinnt der Spieler, der nach mehreren gespielten Spielen als Erster eine vereinbarte Punktzahl erreicht. Wenn sich ein Spieler dieser Zahl nähert, darf er nur mehr so viel bieten, sodass sein Stand diese Zahl nicht überschreiten (ugs. überbieten) würde. Im bayerischen Inntal z. B. 11 Punkte, bei 10 Punkte ist man „gespannt“ und darf nicht mehr bieten (allerdings Gebote halten). Andernfalls werden ihm je nach Variante 2 Punkte abgezogen oder er erhält keine Punkte.
Es sei bemerkt, dass die Regeln – besonders der Punkt des Weli – nach Örtlichkeit und Stammtisch variieren.

## Eigene Sprache
Ähnlich wie beim Schafkopf vgl. Schafkopf-Sprache verfügt „Bieten“ über eine eigene, für Außenstehende nicht immer völlig verständliche Sprache.
| Ausdruck beim Bieten | Bedeutung                                      |
| -------------------- | ---------------------------------------------- |
| „Di Grian“           | Ich biete auf Laub/Grün                        |
| „Di roatn“           | Ich biete auf Rot/Herz                         |
| „schaugn“            | Ich halte das Gebot                            |
| „guad“               | Ich halte das Gebot nicht, Gebot stehen lassen |
| „Drei drauf“         | dreie                                          |

## Weblink
- Englischsprachige Beschreibung von Bieten